# Дюмулен, Шарль (генерал)
Шарль Дюмулен (фр. Charles Dumoulin; 1768–1847) — французский военный деятель, генерал-лейтенант (1830 год), граф (1823 год), участник революционных и наполеоновских войн.

## Биография
Родился в гостинице, которой управляли его родители, Франсуа Дюмулен (фр. François Dumoulin; –1782) и Мари Паржадис (фр. Marie Parjadis). Его крестный отец - сводный брат Шарль Руффиэ (фр. Charles Rouffié) от первого брака его матери. Под руководством приходского священника получил отличное образование. В 1785 году отправился в Париж, где получил должность репетитора в Колледже Лизьё. Сочинял стихи и другие произведения.
15 апреля 1793 года был избран лейтенантом 1-го гренадерского батальона Парижа. В составе Северной армии участвовал в осаде Валансьена. 1 мая 1793 года получил звание капитана, и был назначен командиром 2-й роты своего батальона. После капитуляции гарнизона 28 июля 1793 года остался в плену у англичан как заложник. В августе 1793 года получил свободу и присоединился к своему батальону в составе войск, осаждающих мятежный Лион. 1 октября 1793 года избран командиром батальона. После взятия города 9 октября 1793 года получил разрешение вербовать в свой батальон молодых лионцев, после чего встал лагерем в долине Морьенн. В начале 1794 года по обвинению в привлечении к военной службе федералистов был арестован, предстал перед Революционным трибуналом и был приговорён к смертной казни, но был отбит у жандармов своими гренадерами и скрывался вплоть до падения Робеспьера. 4 октября 1794 года при содействии Мерлена из Дуэ возвратился к активной службе с назначением в Альпийскую армию. 31 марта 1795 года вновь отстранён от службы, но уже 22 сентября 1795 года окончательно восстановлен в армии и 20 октября назначен в штаб генерала Брюна во Внутренней армии., где он попросил разрешение принять участие в Итальянской кампании. Командовал батальоном 18-й полубригады линейной пехоты, участвовал в сражениях при Арколе, Риволи и Мантуе. После подписания 17 апреля 1797 года Леобенского мирного договора служил в гарнизоне Падуи. Выполнял функции адъютанта генерала Брюна. 23 марта 1798 года произведён в полковники и временно возглавил 18-ю полубригаду.
Прибыв из Голландии, принимал самое активное участие в государственном перевороте 18 брюмера. Именно Дюмулен был послан Наполеоном во главе гренадер, разогнать депутатов Совета пятисот в Сен-Клу и спасти Люсьена Бонапарта. За эти действия в декабре 1799 года был награждён Почётной саблей.
6 января 1800 года стал бригадным генералом, и зачислен в Западную армию генерала Гарданна, отличился в сражениях против вандейских мятежников при Сен-Джеймсе и Томбетте. 22 апреля 1800 года переведён вместе с генералом Гарданном в Резервную армию, и во главе пехотной бригады участвовал в сражении 14 июня 1800 года при Маренго, где дивизия Гарданна, атакованная основной австрийской колонной, намного превосходящей французов по численности, сдерживала вражеские атаки и, таким образом, позволила прибыть дивизии Дезе, которая переломила ход сражения. 15 октября 1800 года определён в 17-й военный округ. 2 февраля 1801 года приписан к наблюдательному корпусу Жиронды, затем, в том же году, отправился в Кадис со специальной миссией. 3 мая 1802 года стал командующим департамента Сена и Марна.
С 3 мая 1803 года служил в Армии Ганновера генерала Мортье, и командовал бригадой в пехотной дивизии Риво де Ля Раффиньер. 29 августа 1805 года дивизия стала частью 1-го корпуса маршала Бернадотта Великой Армии. Принимал участие в Австрийской кампании 1805 года, сражался при Нересхайме. 30 ноября дивизия прибыла в Брюнн, и 2 декабря сражалась при Аустерлице, где бригада Дюмулена подверглась удару Преображенского полка Русской гвардии, затем трёх эскадронов кавалергардов под командованием князя Репнина-Волконского, только что прибывшего из Аустерлица.
В 1806 году в Мюнхене на балу, даваемом баварским дворянством в честь французских офицеров, Дюмулен увидел 21-летнюю Эжени фон Эккарт (нем. Catherine-Eugénie von Eckart), единственную дочь министра и друга короля Баварии барона фон Эккарта, с которой он познакомился годом ранее во время его визита во Франкфурт-на-Майне с армией Бернадота. Генерал полюбил Эжени с первого взгляда, она ответила взаимностью. Однако, родители невесты воспротивились их союзу, вследствие чего генерал со своей пассией бежали в Париж, где 20 июня 1806 года укрылись в гостинице Англетер. Оскорблённый отец обвинил генерала в похищении и двоежёнстве (5 января 1806 года в Феше в Моравии генерал сочетался браком с Викторией Кюглер (фр. Victoire Kugler)), и обратился с жалобой к Императору, который 7 июля 1806 года приказал министру полиции Фуше и маршалу Бертье разобраться в ситуации. 20 сентября 1806 года генерал Дюмулен вернулся, чтобы занять свой пост в Мюнхене, был арестован и уволен из армии. После расследования, проведённого великим судьёй Клодом Амбруазом Ренье, его первый брак оказался несуществующим по французским законам... и его нельзя обвинить в двоеженстве, ибо он не женился на мисс фон Эккарт, а поскольку она была совершеннолетней, она имела право следовать за ним в Париж. Дюмулен избежал уголовного преследования, а его брак в Моравии был признан недействительным, поскольку он не был зарегистрирован во французских реестрах. После этого барон фон Эккарт дал согласие на брак, который и был заключён в Лейпцигском замке 11 декабря 1806 года. У пары родились десять детей.
31 декабря 1806 года генерал Дюмулен был восстановлен в армии и назначен в распоряжение Эжена де Богарне в Италию. 7 сентября 1808 года определён в состав 2-й пехотной дивизии 7-го корпуса Армии Испании. 22 декабря 1809 года испросил отпуск «для лечения ран», но уже в июле 1810 года возвратился к службе в Каталонской армии. 28 ноября 1811 года обвинён генералом Деканом в «отсутствии инициативы и мужества» и отослан во Францию в распоряжение военного министра. 19 марта 1813 года стал командиром 2-й бригады 11-й пехотной дивизии 3-го армейского корпуса, принимал участие в Саксонской кампании, после сражения под Лейпцигом удалился в принадлежащий жене замок Бертольдсхайм в Баварии и в боевых действиях Французской кампании 1814 года не участвовал.
При первой Реставрации оставался с 1 сентября 1814 года без служебного назначения. 12 февраля 1817 года награждён Людовиком XVIII баронским достоинством. В 1818 году получил должность командующего департамента Тарн. В 1821 году стал виконтом, а в 1823 году – графом. 3 сентября 1823 года назначен командующим департамента Нижний Рейн. 15 апреля 1830 года получил звание генерал-лейтенанта, и 18 июля 1830 года вышел в отставку.
Умер 17 октября 1847 года в Страсбурге в возрасте 79 лет, и был похоронен на кладбище Сент-Юрбен.

## Воинские звания
- Лейтенант (15 апреля 1793 года);
- Капитан (1 мая 1793 года);
- Командир батальона (1 октября 1793 года);
- Полковник (23 марта 1798 года);
- Бригадный генерал (6 января 1800 года);
- Генерал-лейтенант (15 апреля 1830 года).

## Награды
Легионер ордена Почётного легиона (11 декабря 1803 года)
 Коммандан ордена Почётного легиона (14 июня 1804 года)
 Кавалер военного ордена Святого Людовика (8 июля 1814 года)
 Великий офицер ордена Почётного Легиона (23 мая 1825 года)